# سیارک ۱۴۳۴
سیارک ۱۴۳۴ (به انگلیسی: 1434 Margot، نامگذاری:1936FD1) هزار و چهارصد و سی و چهارمین سیارک کشف شده‌است که در ۱۹ مارس ۱۹۳۶ و در رصدخانه سایمیز کشف شد.
قدر مطلق سیارک برابر ۱۰٫۴۳ است.